# Macrhybopsis aestivalis
Macrhybopsis aestivalis, vrsta malene slatkovodne ribice iz porodice ciprinida (Cyprinidae) koja nastanjuje rijeke u bazenu Mississippija od Minnesote i Nebraske na istok do Ohia i Zapadne Virginije, te na jug do obale Zaljeva od rijeke Choctawhatchee u Alabami do Rio Grande u Teksasu i Novom Meksiku,a također i u Meksiku.
Naraste maksimalno do 7.6 centimetara, prosječno 6.1 centimetar. Hrani se vodenim kukcima i larvama. Mrijesti se od kasnog travnja do kolovoza. Oplođena jaja ne čuvaju od potencijalnih grabežljivaca. 
Ova riba poznata je pod nazivima Speckled chub i Carpa pecosa.